# Partículas idénticas

El número de configuraciones en un sistema con dos partículas y dos niveles de energía depende de si estas son idénticas o no, y de si son fermiones o bosones.

Las partículas idénticas son partículas que no pueden ser distinguidas entre sí, incluso en principio. Tanto las partículas elementales como partículas microscópicas compuestas (como protones o átomos) son idénticas a otras partículas de su misma especie.
En física clásica, es posible distinguir partículas individuales en un sistema, incluso si tienen las mismas propiedades mecánicas. O bien se puede etiquetar o "pintar" cada partícula para distinguirla de las demás, o bien se puede seguir con detalle sus trayectorias. Sin embargo, esto no es posible para partículas idénticas en mecánica cuántica. Las partículas cuánticas están especificadas exactamente por sus estados mecanocuánticos, de forma que no es posible asignarles propiedades físicas o etiquetas adicionales, más allá de un nivel formal. Seguir la trayectoria de cada partícula también es imposible, ya que su posición y su momento no están definidas con exactitud simultáneamente en ningún momento.
Esto tiene consecuencias importantes en mecánica estadística. Los cálculos en mecánica estadística se basan en argumentos probabilísticos, que son sensibles a si los objetos estudiados son idénticos o no. Así pues, las partículas idénticas exhiben un comportamiento estadístico "masivo" marcadamente distinto del de las partículas clásicas (distinguibles). Esto se desarrolla abajo.

## Partículas idénticas y energía de intercambio
Es posible elucidar estas afirmaciones con algo de detalle técnico. La "identidad" de las partículas está ligada a la simetría de los estados mecanocuánticos tras el intercambio de las etiquetas de las partículas. Esto da lugar a dos tipos de partículas que se comportan de diferente forma, llamadas fermiones y bosones. (también hay un tercer tipo, anyones y su generalización, plektones). Lo que sigue se deriva del formalismo desarrollado en el artículo formulación matemática de la mecánica cuántica.
Si se considera un sistema con dos partículas idénticas, se puede suponer que el vector de estado de una partícula es |ψ>, y el vector de estado de la otra partícula es |ψ′>. Se puede representar el estado del sistema combinado, que es una combinación no especificada de los estados de una partícula, como:
{\displaystyle |\psi \psi ^{\prime }\rangle }.
Si las partículas son idénticas, entonces (i) sus vectores de estados ocupan espacios de Hilbert matemáticamente idénticos, y (ii) |ψψ′> y |ψ′ ψ> han de tener la misma probabilidad de colapsar a cualquier otro estado multipartícula |φ>:
{\displaystyle |\langle \phi |\psi \psi ^{\prime }\rangle |^{2}=|\langle \phi |\psi ^{\prime }\psi \rangle |^{2}}
Esta propiedad se llama simetría de intercambio. Una forma de satisfacer esta simetría es que la permutación solo induzca una fase:
{\displaystyle |\psi \psi ^{\prime }\rangle =e^{i\alpha }|\psi ^{\prime }\psi \rangle }
Sin embargo, dos permutaciones han de conducir a la identidad (puesto que las etiquetas han vuelto a sus posiciones originales), luego se requiere que e2iα = 1. Entonces, o bien
{\displaystyle |\psi \psi ^{\prime }\rangle =+|\psi ^{\prime }\psi \rangle }
que se llama un estado totalmente simétrico, o
{\displaystyle |\psi \psi ^{\prime }\rangle =-|\psi ^{\prime }\psi \rangle }
que se llama estado totalmente antisimétrico.

## Fermiones, bosones, anyones y plektones
En la discusión precedente, no se ha demostrado que los estados totalmente simétricos o antisimétricos sean la única forma posible de satisfacer la simetría de intercambio. Sin embargo, es un hecho contrastado empíricamente que las partículas encontradas en la naturaleza tienen estados cuánticos que son totalmente simétricos o totalmente antisimétricos, con excepciones menores que se discuten más adelante. Por ejemplo, los fotones siempre forman estados totalmente simétricos, y los electrones siempre forman estados totalmente antisimétricos.
Las partículas que exhiben estados totalmente antisimétricos se llaman fermiones. La antisimetría total da lugar al principio de exclusión de Pauli, que prohíbe que fermiones idénticos estén en el mismo estado cuántico, esta es la razón de la tabla periódica, y de la estabilidad de la materia. El principio de exclusión de Pauli lleva a la estadística de Fermi-Dirac, que describe sistemas de muchos fermiones idénticos.
Las partículas que exhiben estados totalmente simétricos se llaman bosones. A diferencia de los fermiones, los bosones idénticos pueden compartir estados cuánticos. A causa de esto, los sistemas con muchos bosones idénticos se describen por la estadística de Bose-Einstein. Esto da lugar a fenómenos variados como el láser, el condensado de Bose-Einstein y la superfluidez.
Hay al menos una excepción a este esquema: en ciertos sistemas bidimensionales sujetos a un campo magnético intenso, puede haber una simetría "mixta". Estas partículas exóticas, conocidas como anyones, se rigen por la estadística fraccional. Este fenómeno se ha observado en gases de electrones bidimensionales que forman la capa de inversión en los MOSFETs.
Hay una estadística más, para los plektones.
El teorema de estadística de espín relaciona la simetría de intercambio de partículas idénticas con su espín. Afirma que los bosones tienen espín entero, y los fermiones tienen espín semientero. Los anyones tienen espín fraccionario.

## Estadísticas
Más arriba, se ha comentado que los bosones, los fermiones y las partículas distinguibles dan lugar a estadísticas diferentes. Esto puede mostrarse con un modelo de dos partículas:
Se trata de un sistema de dos partículas, A y B, en el que cada partícula pueda estar en dos posibles estados, etiquetados |0> y |1>, de la misma energía. Si este sistema evoluciona en el tiempo, interaccionando con un entorno "ruidoso" (intercambiando energía de forma aleatoria), los estados se poblarán de forma aleatoria (ya que los estados |0> y |1> son energéticamente equivalentes). Al cabo de cierto tiempo, el sistema se distribuirá probabilísticamente en todos sus estados posibles.
Si A y B son partículas distinguibles, el sistema compuesto tiene cuatro estados posibles (y equiprobables): |0>|0>, |1>|1>, |0>|1>, y |1>|0>. La probabilidad de obtener las dos partículas en el estado |0> es 0,25; la probabilidad de obtener las dos en el estado |1> es 0,25; y la probabilidad de obtener una en el estado |0> y otra en el estado |1> es 0,5.
Si A y B son bosones idénticos, el sistema compuesto solo tiene tres estados posibles: |0>|0>, |1>|1>, y 2-1/2(|0>|1> + |1>|0>). Cuando se realice la medida, la probabilidad de obtener dos partículas en el estado |0> será ahora 0,33; la de obtener las dos en el estado |1> será 0,33; y la de obtener una en cada estado será 0,33.
Si A y B son fermiones idénticos, solo hay un estado disponible al sistema compuesto: el estado totalmente antisimétrico 2-1/2(|0>|1> - |1>|0>). Al hacer la medida, inevitablemente se encontrará que una partícula está en estado |0> y la otra en estado |1>.
Los resultados se resumen en la Tabla 1:
| Partículas    | Ambas 0 | Ambas 1 | Un 0 y un 1 |
| ------------- | ------- | ------- | ----------- |
| Distinguibles | 0.25    | 0.25    | 0.5         |
| Bosones       | 0.33    | 0.33    | 0.33        |
| Fermiones     | 0       | 0       | 1           |

Como se puede ver, incluso un sistema de dos partículas exhibe diferente comportamiento estadístico entre bosones, fermiones y partículas distinguibles. En los artículos estadística de Fermi-Dirac y estadística de Bose-Einstein se extienden estos principios a un número mayor de partículas, con resultados cualitativamente similares.
- Datos: Q898351